# Change (musikalbum)
Change är den brittiska tjejgruppen Sugababes femte studioalbum och släpptes 8 oktober 2007. Gruppens medlemmar var då Keisha Buchanan, Heidi Range och Amelle Berrabah.

## Låtförteckning
1. About You Now
2. Never Gonna Dance Again
3. Denial
4. My Love Is Pink
5. Change
6. Back When
7. Surprise
8. Back Down
9. Mended By You
10. 3 Spoons Of Suga
11. Open The Door
12. Undignified